# Erik Thiele
Erik Thiele (* 5. Juni 1996 in Eilenburg) ist ein deutscher Ringer. Er gewann bei den Europameisterschaften 2016 in der Gewichtsklasse bis 97 kg eine Bronzemedaille im freien Stil.

## Werdegang
Erik Thiele, der Sohn des Vizeweltmeisters von 1995 im Freistilringen im Superschwergewicht, Sven Thiele, begann als Jugendlicher 2002 beim SV Braunsbedra mit dem Ringen. Zwischenzeitlich startet er für den KFC Leipzig und ist nach erfolgreichem Abitur nunmehr Polizeianwärter. Er konzentriert sich auf den freien Stil. Im Nachwuchsbereich wurde er bereits 2008 erstmals Deutscher Meister im freien Stil in der Jugend C in der Gewichtsklasse bis 54 kg Körpergewicht. Bis zum Jahr 2015 gewann er dann in allen Nachwuchsklassen (Jugend B, Jugend A, Junioren-Cadets und Junioren-Juniors) noch weitere acht deutsche Meistertitel in verschiedenen Gewichtsklassen.
Auch bei internationalen Meisterschaften im Nachwuchsbereich gewann er bald Medaillen. 2012 errang er bei den Junioren-Europameisterschaften (Cadets) in Kattowitz in der Gewichtsklasse bis 85 kg eine Bronzemedaille. 2013 holte er sowohl bei den Junioren-Europameisterschaften (Cadets) in Bar als auch bei den Junioren-Europameisterschaften (Juniors) in Skopje jeweils Bronzemedaillen. 2014 durch eine langwierige Verletzung zurückgeworfen, gelang ihm doch 2015 ein erfolgreiches Comeback auf der internationalen Ringermatte, denn er gewann bei den Junioren-Europameisterschaften in Istanbul in der Gewichtsklasse bis 96 kg die Silbermedaille.
Im März 2016 war er erstmals im Seniorenbereich bei internationalen Meisterschaften am Start. Dabei gewann er bei den Europameisterschaften in Riga in der Gewichtsklasse bis 97 kg im freien Stil mit Siegen über Magomedgadschi Nurow, Makedonien und Nicolai Ceban, Moldawien, einer knappen Punktniederlage im Halbfinale gegen Iwan Jankouski aus Belarus (2:3) und einem Sieg über Micheil Tsikovani aus Griechenland eine Bronzemedaille.
Die Qualifikation für die Olympischen Spiele 2016 in Rio de Janeiro gelang Erik Thiele nicht. Im September 2016 wurde er aber bei den Junioren-Weltmeisterschaften in Macon in der Gewichtsklasse bis 96 kg Vizeweltmeister.
Bei den Olympischen Sommerspielen 2024 in Paris war er Teilnehmer im Freien Stil. Bei einer Abstimmung des Deutschen Ringerbundes e.V. wurde er im November 2024 zum Ringer des Jahres gewählt.

## Internationale Erfolge
| Jahr | Platz | Wettbewerb                                 | Gewichtsklasse | Ergebnisse |
| 2011 | 12.   | Junioren-EM (Cadets) in Warschau           | bis 85 kg      | Sieger: Parviz Achmedow, Aserbaidschan vor Jusup Malachmagomedow, Russland                                                                                                |
| 2012 | 3.    | Junioren-EM (Cadets) in Kattowitz          | bis 85 kg      | hinter Sultan Rabandow, Russland und Cherman Bagajew, Aserbaidschan |
| 2012 | 9.    | Junioren-WM (Cadets) in Baku               | bis 85 kg      | Sieger: Inal Tasojew, Russland vor Cherman Bagajew |
| 2013 | 8.    | Freidenfels-Cup (Juniors) in Riga          | bis 84 kg      | Sieger: Asamat Dauletbekow, Kasachstan vor Rodion Nortikojew, Russland |
| 2013 | 3.    | Junioren-EM (Cadets) in Bar                | bis 85 kg      | hinter Nurmagomed Gadschijew, Aserbaidschan und Altun Mohammed Enes, Türkei                                                                                               |
| 2013 | 3.    | Junioren-EM (Juniors) in Skopje            | bis 84 kg      | hinter Wladislaw Walijew, Russland und Alexander Huschtin, Belarus |
| 2013 | 18.   | Junioren-WM (Cadets) in Zrenjanin          | bis 85 kg      | Sieger: Abdulraschid Sadulajew, Russland vor Altun Mohammed Enes |
| 2014 | 5.    | Granma-Cup in Havanna                      | bis 97 kg      | Sieger: Javier Cortina Lacerra, Kuba |
| 2014 | 4.    | Canada-Cup in Guelph                       | bis 97 kg      | Sieger: William Harth, Deutschland |
| 2014 | 8.    | Junioren-WM (Juniors) in Zagreb            | bis 96 kg      | Sieger: Georgi Gogajew, Russland vor Yusuf Can Zeybek, Türkei |
| 2015 | 2.    | Junioren-EM (Juniors) in Istanbul          | bis 96 kg      | hinter Juri Wlasko, Russland, vor Jere Heino, Finnland und Denis Chramiankow, Belarus                                                                                     |
| 2015 | 9.    | Junioren-WM (Juniors) in Salvador da Bahia | bis 96 kg      | Sieger: Nurmagomed Gadschijew vor Seyed Hosseini, Iran |
| 2016 | 7.    | Alexander-Medwed-Preis in Minsk            | bis 97 kg      | Sieger: Chadschimurad Gazalow, Russland vor Iwan Jankouski, Belarus, Kyle Snyder, USA und Elisbar Odikadse, Georgien                                                      |
| 2016 | 3.    | EM in Riga                                 | bis 97 kg      | nach Siegen über Magomedgadschi Nurow, Makedonien und Nicolai Ceban, Moldawien, einer Niederlage gegen Iwan Jankowski und einem Sieg über Micheil Tsikovani, Griechenland |
| 2016 | 2.    | Junioren-WM in Macon                       | bis 96 kg      | nach Siegen über Simone Iannattoni, Italien, Maulitchan Taschbol, Kasachstan und Kristof Wittmann, Ungarn und einer Niederlage gegen Hossein Lotfali Shabazigazvar, Iran  |

Erläuterungen
- alle Wettbewerbe im freien Stil
- WM = Weltmeisterschaften, EM = Europameisterschaften